# Nachforschungen über Jacobo Arbenz Guzmán
Devils Don’t Dream! Nachforschungen über Jacobo Arbenz Guzmán (englisch Devils Don’t Dream! Research on Jacobo Arbenz Guzman) ist ein Schweizer Dokumentarfilm von Andreas Hoessli aus dem Jahre 1995 über den CIA-Putsch in Guatemala 1954 und den Sturz des Staatspräsidenten Jacobo Árbenz Guzmán, der Schweizer Abstammung war und auch in der Schweiz um Asyl nachsuchte. 1998 wurde der Film auf 3sat ausgestrahlt.

## Handlung
Anhand von Interviews mit Zeitzeugen, sowohl aus Guatemala als auch den USA, u. a. Präsident Vinicio Cerezo, Carlos Manuel Pellecer, Mario Sandoval Alarcón, José Manuel Fortuny, Arbenz Leibwächter Guillermo Echeverría, dem ehemaligen CIA-Mitarbeiter E. Howard Hunt und der in Costa Rica lebenden Witwe María Cristina Vilanova de Árbenz sowie der Montage von historischem Film- und Fotomaterial rekonstruierte Hoessli die Geschehnisse um den von der CIA inszenierten Putsch gegen Arbenz im Juni 1954.
Hoessli entwickelt die These, dass jegliche bildliche Darstellung Arbenz’ von den nachfolgenden Regierungen verboten wurde, um den Reformpräsidenten aus dem kollektiven Gedächtnis zu löschen, was durch eine Aussage Cerezos bestätigt wird:
(Sprecherstimme aus dem off): Der Präsident sagt: Jacobo Arbenz hat einen Krieg verloren. Wer einen Krieg verliert wird untergehen für immer. Das ist Geschichte. Es sind die Sieger, die Geschichte machen, sagt der Präsident. Die Sieger haben Jacobo Arbenz zu einem Ungeheuer, einen Teufel gemacht. Er hat lange nachgedacht, bevor er das sagte.
Wichtigste optische Quelle Hoesslis sind Filmaufnahmen eines guatemaltekischen Filmemachers, der sein über Jahrzehnte verstecktes Material kurz vor seinem Tod Hoessli übergab. Hoessli zeigt auf, wie durch die Paranoia des Antikommunismus eine internationale Stimmung erzeugt werden konnte, der einen Widerstand der UNO gegen Operation Success verhinderte, da keine UN-Beobachter in das Krisengebiet entsandt wurden, wie die Regierung Arbenz gefordert hatte. Ex-Agent Howard Hunt, der später im Watergate-Skandal involviert war, erklärt detailliert, wie der Putsch durch Bestechungsgelder möglich wurde: Es sei immer einfacher, Menschen dafür zu bezahlen, etwas zu unterlassen, anstatt aktiv zu handeln. Im Fall von Operation Success mussten die bestochenen guatemaltekischen Beamten und Armeeoffiziere lediglich nicht aktiv gegen die Invasionsstreitkräfte vorgehen, um den Erfolg des Unternehmens zu sichern. Außerdem habe der von der CIA etablierte Rundfunksender Radio de liberación durch die Verbreitung von Gerüchten die regierungstreuen Truppen demoralisiert.
Am Ende des Films zweifelt Hoessli die offizielle Version von Arbenz’ Tod am 27. Januar 1971 in Mexiko-Stadt an. Der angebliche Selbstmord in der Badewanne sei nie formell untersucht worden.

## Produktionsnotizen
Die Recherchen begann Hoessli bereits 1988. Im Laufe der Dreharbeiten sprangen aus Angst vor Repressalien zahlreiche Interviewpartner ab, die bereits zugesagt hatten.

## Kritik
… So entziffert der Filmautor in Impressionen aus dem heutigen Guatemala, der Parade am Unabhängigkeitstag oder der Wahl der Schönheitskönigin, einen atmosphärischen Nachhall der Arbenz-Tragödie. Diese Methode ist ästhetisch beispielhaft: Fern von der inflationären Bildmetaphorisierung und dem Zutexten der TV-Reportagen … DEVILS DON´T DREAM ist ein frappierend optimistischer Film: Er glaubt an die Macht verdrängter Bilder.
Stefan Reinecke in der Frankfurter Rundschau, zitiert nach artfilm.ch
… Es sind die Sieger, die (die) Geschichte machen. So ist aus Hoesslis Film nicht einfach eine historische Monographie des gescheiterten Reformers Jacobo Arbenz Guzmán geworden, sondern darüber hinaus ein vielschichtiger, von Skepsis getragener Essay über die Schwierigkeit, Geschichte zu schreiben.
Alexander J. Seiler, zitiert nach artfilm.ch

## Auszeichnungen
- Friedenspreis der Internationalen Filmfestspiele Berlin 1996
- Erster Preis der Semana Internacional de Cine de Valladolid 1996, Spanien
- Human Rights Watch Film Festival 1997

## Überlieferung
www.artfilm.ch